# KVI (Radiosender)
KVI ist ein kommerzieller Radiosender aus Seattle, Washington. Auf Mittelwelle 570 kHz strahlt KVI ein konservatives Talkradio Format für den Großraum Seattle aus.
Vor 1949 sendete die Station aus Tacoma, Washington und wechselte mehrmals die Frequenz. Die Sender stehen in Vashon Island während die Studios mit KOMO-TV an der KOMO Plaza (ehemals Fisher Plaza) in Seattle liegen.

## Geschichte
KVIs Geschichte geht auf den 24. November 1926 zurück, als die Station in Tacoma, Washington lizenziert wurde. Nach mehreren Frequenzwechseln sendet sie seit 1932 auf der heutigen Frequenz 570 kHz MW. 1949 zogen die Studios und der lizenzierte Standort nach Downtown Seattle um. KVI sendet von einem Sendeturm in Vashon Island.
1959 kaufte Gene Autry’s Golden West Broadcasters den Sender. Fünf Jahre später wurde in ein „personality adult contemporary“ Format gewechselt und 1973 schließlich in ein middle-of-the-road (MOR) Format. KVI war der Heimatsender der Fußballmannschaft Seattle Sounders (NASL) von 1974 bis 1976 und die „westside flagship station“ der Washington State University Cougars von 1972 bis 1979, sowie von 1983 bis 1987.
1994 wurde KVI gemeinsam mit KPLZ-FM an das Medienunternehmen Fisher Communications verkauft. Seit 2012 sendet KVI im Conservative Talk Format.
Der US-weit bekannte Moderator Mike Siegel hostete eine Show bei KVI Seattle. 1996 wurde er entlassen, nachdem er negativ über das Privatleben des Bürgermeisters Norman Blann Rice (Demokratische Partei) in seiner Sendung berichtet hatte.